# Ceracrisoides kunmingensis
Ceracrisoides kunmingensis är en insektsart som beskrevs av Liu, Jupeng 1985. Ceracrisoides kunmingensis ingår i släktet Ceracrisoides och familjen gräshoppor. Inga underarter finns listade i Catalogue of Life.